# Raval de la Bisbal de Guissona
El Raval de la Bisbal de Guissona és un carrer de Guissona (Segarra) inclòs a l'Inventari del Patrimoni Arquitectònic de Catalunya.

## Descripció
Carrer delimitat per una banda per l'encreuament entre el C/ Pere Castelló i el C/ Raval Coma i el C/ Traspalau i la placeta de Sant Roc per l'altra. És un raval que antigament es trobava fora del perímetre de muralles i en el qual trobem l'antic Convent i l'Església de Sta. Mònica. Es va començar a urbanitzar a finals del segle XIX; fins aquell moment només havia estat un espai de trànsit on desembocaven els garatges de les cases del C/ Bisbal. Es troba obert al trànsit i és un carrer molt concorregut, ja que ressegueix el perímetre del nucli per a vianants de Guissona, on es troben la majoria de comerços. En aquest raval trobem molts edificis de principis del segle xx, amb elements clarament modernistes. La majoria de les cases són de tres plantes i generalment molt estretes.